# カスタニート
カスタニート（伊: Castagnito）は、イタリア共和国ピエモンテ州クーネオ県にある、人口約2,200人の基礎自治体（コムーネ）。

## 地理

### 位置・広がり

#### 隣接コムーネ
隣接するコムーネは以下の通り。
- バルバレスコ
- カステッリナルド・ダルバ
- グアレーネ
- マリアーノ・アルフィエーリ
- ネイヴェ
- ヴェッツァ・ダルバ